# چامباس
چامباس (به اسپانیایی: Chambas) یک منطقهٔ مسکونی در کوبا است که در استان سیه‌گو ده آویلا واقع شده‌است. چامباس ۷۶۹ کیلومتر مربع مساحت و ۳۹٬۸۶۸ نفر جمعیت دارد و ۴۰ متر بالاتر از سطح دریا واقع شده‌است.